# Gare de Sant Jordi Desvalls
La gare de Sant Jordi Desvalls (en catalan : estació de Sant Jordi Desvalls) est une gare ferroviaire espagnole appartenant à ADIF qui est située sur le territoire de la commune de Sant Jordi Desvalls, dans la comarque du Gironès, dans la province de Gérone, en Catalogne. La gare est inscrite à l'Inventaire du patrimoine architectural de Catalogne et est protégée comme Bien culturel d'intérêt local.

## Situation ferroviaire
La gare de Sant Jordi Desvalls est située au point kilométrique (PK) 48,505 de la ligne Barcelone - Gérone - Portbou dans sa section entre Maçanet-Massanes et Cerbère, entre les gares en service de Camallera et de Flaçà. Son altitude est de 39,7 mètres.

## Histoire
La gare a été inaugurée le 28 octobre 1877 avec la mise en service du tronçon Gérone - Figueras destiné à relier Barcelone à la frontière française. Les travaux ont été réalisés par la Compañía de los ferrocarriles de Tarragona a Barcelona y Francia ou TBF fondée en 1875. En 1889, TBF accepta de fusionner avec le puissant MZA. Cette fusion a été maintenue jusqu'en 1941, année de la nationalisation du chemin de fer en Espagne entraînant la disparition de toutes les sociétés privées existantes et la création de RENFE.
À l'origine, la gare possédait plus de voies, les deux principales avec les quais latérales, une déviée vers le côté ouest et quelques autres voies vers le côté est. À la fin des années 1970, cette gare était déjà considérée comme une halte.
Depuis le 31 décembre 2004, Renfe Operadora exploite la ligne, tandis qu’ADIF est propriétaire de toutes les installations ferroviaires.
Le bâtiment voyageurs, catalogué comme Bien culturel d'intérêt local, est abandonnée. En 2004, la mairie de Sant Jordi Desvalls a proposé sa désaffectation, à cause de son mauvais état et la décision de la RENFE de ne pas la remettre en état, mais la commission de Patrimoine ne la pas approuvé, parce que la gare est considérée comme un signe d'identité historique de la commune qui doit être entretenu.
En 2010, avec la mise en service du troisième rail dans la voie 1, un nouvel abri de quai a été construit sur le quai de la voie 2.
En 2016, 13 000 passagers (se répartissant en 6 000 montées et 7 000 descentes) ont transité en gare de Sant Jordi Desvalls.
En 2018, l'accessibilité de la gare a été améliorée, avec le réhaussement des quais, l'amélioration de l'éclairage et la construction d'un nouveau passage sur les voies pour relier les quais.

## Service des voyageurs

### Accueil
La gare est située à l'est du centre-ville. Le bâtiment voyageurs d'origine est fermée mais chaque quai dispose d'abri pour les voyageurs. À l'entrée de la gare, il y a un composteur de billets et un parking.

### Desserte
La gare de Sant Jordi Desvalls est desservie par les trains régionaux de la ligne R11 de Rodalies de Catalunya et les trains de la ligne RG1 de la Rodalia de Gérone.

### Intermodalité
La gare dispose d'un parking.

## La gare
Les quais sont éclairés pas de lampadaires avec des LED. Les quais sont reliés par un passage sur les voies du côté Portbou.

### Bâtiment
C'est un ensemble de deux bâtiments qui assuraient les principales fonctions de la gare, avec un bâtiment destiné aux voyageurs et l'autre destiné aux marchandises. Ils sont situés à gauche des voies en direction de Portbou. Le bâtiment marchandise se compose de deux étages, il est couvert avec un toit de briques à double versant. Les murs, composés de terre crue et de plâtre, présentent des ouvertures avec des éléments structurels (arches et jambages) mis en évidence. Les fenêtres du premier étage et les portes du rez-de-chaussée sont couvertes par des arches en brique. Les deux étages sont séparés, extérieurement, par une corniche en relief comme le reste des éléments structurels. Le bâtiment voyageurs est plus petit, avec un seul étage et les versant du toit sont plus longs et sont soutenues par deux colonnes. L'ensemble des deux bâtiments n'est pas très bien conservé mais il est protégé par des clôtures,.

## Services ferroviaires

### Rodalia de Gérone
Le Pla de Transport de Catalunya 2008-2012 prévoyait la création d'un réseau de trains de banlieue de Gérone, c'est une des gares où s'arrêtent les Rodalies de Gérone,.